# Metaphycus fuscicornis
Metaphycus fuscicornis is een vliesvleugelig insect uit de familie Encyrtidae. De wetenschappelijke naam is voor het eerst geldig gepubliceerd in 1928 door Compere.